# Забытый воин (Коты-Воители)
«Забытый воин» — пятая книга из цикла «Знамение звёзд» в серии «Коты-Воители», изданная в ноябре 2011 года.

## Аннотация
Конец звёзд совсем близко. Трое должны стать четырьмя во имя решающей битвы с Тьмой.
Звёздное племя разобщено как никогда, что сеет тревогу и раздоры среди их подопечных — четырёх племён лесных котов.
Силы Сумрачного леса растут, и с каждым днём Искре всё труднее нести бремя своих обязательств.
Голубку преследуют кошмары о грядущих несчастьях.
В жизнь Грозового племени возвращаются двое соплеменников — из настоящего и прошлого. И это становится для Грозовых котов очередным испытанием.
Кроме этого, из небытия и неизвестности возникает ещё один знакомый всем племенам персонаж. Кто он — друг или враг? Коты-воители должны решить, кому стоит доверять, а кому — нет.

## Сюжет
Воробей собирается за календулой, Иглогривка находит в кладовой клок шерсти Остролистой и пытается понять, как он мог оказаться в кладовой, но кот её прерывает. Целитель идёт за травами и по пути встречает Шмеля. Тот говорит, что его беспокоит Голубка, которая вертится во сне и что-то бормочет о птице и снеге. Шмель просит Воробья дать ей трав, и Воробей раздражённо отвечает, что нет трав от тяжких воспоминаний.
Искра, Голубка и Белолапа собирают мох, и Голубка жалуется, что её мучают кошмары об Атаке. Они встречают Воробья, и Белолапа посылает Искру помочь ему. Вдвоём они обнаруживают, что кролики съели всю календулу, но та почему-то лежит в развилке ветвей на дереве. Искра достаёт её Воробью и придумывает раскидать вокруг лисий помет, чтобы отвадить кроликов. Воробей относит календулу в лагерь, а Берёзовик и Искра собирают лисий помет. Берёзовик признаётся, что тренируется в Сумрачном лесу. Закончив работу, коты моют лапы в пограничном ручье, но их замечают воины Ветра. Дело чуть не доходит до драки, но Ветерок не хочет трогать своих товарищей по Сумрачному лесу.
Голубка решает поохотиться, бежит за белкой и чуть не переступает границу с племенем Теней, где встречается с Когтегривом. Когтегрив рассказывает ей о Светлоспинке, которая после смерти Огнехвоста захотела отомстить Воробью, которого считает виноватым в смерти брата. Голубка не может выдержать обвинений в сторону своего соплеменника, визжа, что это бред и Светлоспинке пора повзрослеть, и бросаясь прочь.
Уже прошла четверть луны после посвящения в оруженосцы Вишнелапки и Кротолапика. Яролика и их наставники, Лисохвост и Шиповница, забирают брата с сестрой на тренировку. Спустя некоторое время они возвращаются в лагерь с ранами — на отряд напал лиса. Кротолапик с восторгом рассказывает, как какой-то хороший кот прогнал лису. Воители не понимают, кто это был, и принимают это за шутку, но оба оруженосца настаивают на своём. Тогда Воробей просит их описать кота, но те его не рассмотрели.
Когда все уходят, Воробей просит малышей ещё раз рассказать обо всём, что они видели, но на самом деле он залезает в их воспоминания и понимает, что это могла быть за кошка. Закончив с ними, он идёт к Голубке и спрашивает, не слышала ли она, что произошло, но она взрывается из-за его расспросов и убегает. Львиносвет спрашивает, в чём дело, и целитель отвечает, что, возможно, оруженосцы правы, и намекает на Остролистую.
На Совете Однозвёзд обвиняет Грозовых воинов в нарушении границ. На следующий день Львиносвет предлагает Огнезвёзду пойти поискать нарушителя. Однако, обыскивая лес, он встречает Сола и ведёт того в лагерь. Грозовое племя стоит на ушах, увидев Сола. Все начинают думать, что спасителем Вишнелапки и Кротолапика был он.
Во время прогулки со Шмелём к Голубке возвращается её дар. На следующий день Голубка охотится вместе с Искрой, Пеплогривкой и Львиносветом и дает Львиносвету понять, что к ней вернулся её слух.
Через пару дней Голубка делится со своей сестрой своими опасениями по поводу Сола, она уверена, что этот кот затевает что-то недоброе, так как слышит, что далеко от них, на краю оврага, он с кем-то разговаривает. Искра говорит, что прикроет её, и отправляет Голубку проверить, что же затевает Сол. Она находит Сола, а вместе с ним и четырёх своих соплеменников: Пестроцветик, Орешницу, Мышеуса и Шиповницу. Молодые Грозовые воители верят сладким речам проходимца и соглашаются, что нужно напасть на племя Ветра и сделать это первыми.
Ночью Искра будит Голубку и просит её отвести туда, где сестра услышала Сола. Голубка отводит её ко входу в туннели. Слабый запах Сола свидетельствует о том, что кот здесь был. Кошки лезут в туннели, и вскоре Голубка слышит вдалеке голоса. Они понимают, что Сол разговаривает с котами из племени Ветра, и подслушивают их разговор. Оказывается, что проходимец подговаривает соседских воителей напасть на Грозовое племя. Искра нечаянно задевает лапой камень, и говорящие коты понимают, что их подслушивают. Грозовые воительницы хотят убежать, но не знают, в какую сторону.
Тут появляется Остролистая, которая зовёт кошек за собой. Те бегут за Остролистой, которая выводит их туннелей и рассказывает, что Сол уже пол-луны собирает по ночам котов племени Ветра, подговаривая тех напасть на Грозовое племя через туннели. Затем Остролистая просит не рассказывать никому про неё и пытается скрыться, но их находит Львиносвет и отводит в лагерь.
Пеплогривка узнаёт, что Львиносвет наделён силой звёзд, и не хочет заводить отношения с ним, считая его слишком важным котом, в чью судьбу она не имеет права вмешиваться. После этого Воробей решает рассказать Пеплогривке, что в прошлой жизни она была Пепелицей.

## Отзывы
Критика в адрес серии исходила от Бет Л. Мейстер и Китти Флинн, писавших для «Horn Book Guide», они отметили в нескольких обзорах книг этой серии, что новым читателям будет сложно проникнуть в историю из-за количества необходимой справочной информации и многочисленных персонажей. Однако они поставили всем шести книгам четыре балла по шестибалльной шкале. Майстер также отметила, что темы часто вращаются вокруг запрещенной любви.